# Der Hl. Hieronymus (Caravaggio)
Der Heilige Hieronymus oder Der heilige Hieronymus beim Schreiben  ist ein Ölgemälde des Italienischen Malers Caravaggio. Das Werk des Malers wird auf das Jahr 1605/06 datiert und befindet sich in der Villa Borghese in Rom.

## Beschreibung
Das Gemälde zeigt den Heiligen Hieronymus, einen Kirchenlehrer der Alten Kirche, der dabei ist, die Vulgata zu schreiben, eine lateinische Übersetzung der Bibel. In seinem Werk zeigt er Hieronymus, der ruhig und konzentriert auf ein Buch schaut. Währenddessen hält er einen Stift in seiner rechten Hand, die im Begriff ist, etwas in einem anderen Buch zu schreiben, das links von ihm liegt. Auf dem besagten Buch befindet sich auf der rechten Buchseite ein Totenkopf, eines der klassischen Attribute Hieronymus’ in der Kunst. Die Halbkugeln des Totenschädels und der unbehaarte Kopf des Heiligen werden im Bild bedeutungsvoll aufeinander bezogen. Hieronymus wird mit freiem Oberkörper und rotem Gewand dargestellt. Dazu trägt er einen langen ergrauten Vollbart und über seinem Kopf schwebt ein Heiligenschein.

## Entstehung
Das Gemälde wird meistens auf das Jahr 1605/06 datiert, aufgrund der Aussagen des Kunsthistoriker Gian Pietro Bellori, der im 17. Jahrhundert lebte. Der Kunsthistoriker Denis Mahon geht jedoch von den Jahren 1602 bis 1604 aus. Nach Bellori schuf Caravaggio das Werk im Auftrag von Scipione Borghese, der am 18. Juli 1605 Kardinal wurde, nachdem sein Onkel als Paul V. Papst geworden war. Damit ließe sich der Entstehungszeitraum des Bildes auf die Zeit zwischen Borghesese Ernennung zum Kardinal und Caravaggios Flucht aus Rom Ende Mai 1606 eingrenzen.
Es könnte auch möglich sein, dass Borghese es im Jahr 1613 erworben hat, da es im Gedicht von Scipione Francucci, das die Caravaggio-Sammlung der Borghese beschreibt, nicht erwähnt wird. Auch wenn es um das Datum des Werkes Unstimmigkeiten gibt, geht man davon aus, dass es aus Caravaggios spätrömischer Phase ist, die im Exil auf Malta 1606 endete.

## Darstellungsweise
Das Bild ist in dem für Caravaggio typischen Chiaroscuro gehalten: Vor dem dunklen Hintergrund leuchten die beiden Schädelkalotten deutlich hervor, angestrahlt von einer Lichtquelle außerhalb des Bildes. Sie stehen etwa auf gleicher Höhe im Bild. Zu der gedachten Linie zwischen ihnen bilden die Bücher dadurch, dass Hieronymus eine Seite anhebt, eine ungefähre Parallele. Vertikal ist das Bild durch die zwei sichtbaren Tischbeine sowie durch die herabhängende weiße Tischdecke links und den roten Mantel des Heiligen gegliedert, die beide einen schattenreichen Faltenwurf aufweisen. Das Bild ist fast ausschließlich in gedeckten Naturfarben gehalten. Die einzige Buntfarbe ist das Rot des Gewandes des Heiligen.

## Zweifel an der Urheberschaft
Das Gemälde gehört zu den Werken von Caravaggio, die manchmal in Frage gestellt wurden, da es in den Inventaren der Borghese von 1700 bis 1893 Jusepe de Ribera zugeschrieben wird. Seit Anfang des 20. Jahrhunderts herrscht in der Kunstgeschichte aber wieder Konsens darüber, dass Caravaggio der Maler ist.

## Deutung
Caravaggio hat in diesem Bild laut dem Kunsthistoriker Sebastian Schütze zwei Darstellungstraditionen des Hlg. Hieronymus miteinander kombiniert: Zum einen wird er als asketischer Büßer dargestellt, der halbnackt und ausgezehrt den Tod vor Augen hat. Zum anderen malt ihn Caravaggio als Gottsucher in mystischer Versenkung: Der Blick ist ganz nach innen bzw. auf die Heilige Schrift gerichtet. Das Rot des Mantels verweist auf die dem Heiligen traditionell zugeschriebene Kardinalswürde.